# Taux de chômage n'accélérant pas l'inflation

NAIRU sur la courbe de Phillips.

Le taux de chômage n'accélérant pas l’inflation (en anglais : Non-Accelerating Inflation Rate of Unemployment ou NAIRU) est un indicateur économique qui, estimé économétriquement pour un pays et à un instant donné, mesure approximativement le taux de chômage qui serait compatible avec un taux d'inflation stable. Le terme a probablement été inventé par James Tobin, sur la base de recherches menées par Franco Modigliani et Loukás Papadímos.
Le NAIRU est défini par l'OCDE comme le « taux de chômage d'équilibre vers lequel le chômage converge, en l'absence de chocs d'offre temporaires, une fois que le processus d'ajustement dynamique de l'inflation est achevé ».
Le NAIRU est un indicateur, utilisé par les économistes pour mesurer deux éléments :
- l'écart entre le taux de chômage effectif et le NAIRU, qui donne une indication sur les futures évolutions du taux de chômage (qui tend à revenir vers le NAIRU) et de l'inflation (un taux de chômage inférieur au NAIRU indique la présence de tensions sur le marché du travail et de difficultés d'entreprises à recruter des travailleurs compétents qui sont susceptibles de pousser à la hausse les prix à la production) ;
- le taux de chômage structurel, qui est approximativement égal au NAIRU. Le taux de chômage structurel est en grande partie lié à l'asymétrie d'information sur le marché de l'emploi (les chômeurs n'ont pas accès à toutes les offres d'emploi tout comme les entreprises ne peuvent faire parvenir leurs offres à tous les chômeurs), la complexité de l'économie (qui rend plus long la recherche de l'emploi désiré) ainsi que les mesures fiscales et réglementaires imposées par un Etat qui peuvent rallonger le temps nécessaire pour embaucher une nouvelle personne .

## Concept et historique
Le concept a été inventé en 1975 sous le nom de NIRU (non-inflationary rate of unemployment, taux de chômage non inflationniste) par les économistes Franco Modigliani et Lucas Papademos, afin de fournir une base théorique aux constatations empiriques résumées par la courbe de Phillips, équation économétrique qui relie chômage et inflation à court terme. Dans ce modèle, l'inflation provient d'une demande globale excessive, provenant d'un marché du travail tendu, ce qui pousse les salaires à la hausse, et oblige les entreprises à augmenter leurs prix afin de couvrir ces hausses. Le NIRU est le seuil du taux de chômage en deçà duquel ont lieu ces tensions ; lorsque le taux de chômage est supérieur au NIRU, l'inflation est faible. A contrario, ces économistes néokeynésiens pensent qu'une inflation plus élevée permettrait un taux de chômage plus faible.
Le NIRU constitue la réponse des néokeynésiens au concept monétariste de chômage naturel introduit par Milton Friedman et Edmund Phelps en 1968. En effet, pour les monétaristes la courbe de Phillips à long terme est verticale : la demande globale n'influe pas sur le chômage, et il existe un taux de chômage naturel vers lequel tend le taux de chômage en l'absence de changements structurels sur le marché du travail. Ce taux est indépendant du taux d'inflation et la politique monétaire ne peut pas modifier durablement le taux de chômage. Dans cette perspective, les monétaristes voient dans la période de stagflation des années 1970, qui combine inflation et chômage élevés, une preuve de la véracité de leur approche.
Les nouveaux keynésiens modifient alors la courbe de Phillips (en:Triangle model), parlant de « courbe de Phillips augmentée ». En 1980, James Tobin souligne la nature divergente de l'évolution de l'inflation en dessous du NIRU, et propose la formulation NAIRU pour en rendre compte. L'écart entre le NAIRU et le taux de chômage n'explique plus l'inflation, mais les variations de l'inflation :
- si le taux de chômage U est inférieur au taux de chômage naturel U*, l'inflation tend à augmenter ;
- s'il est supérieur, elle tend à diminuer ;
- s'il est voisin, elle reste constante.

Les concepts de taux de chômage naturel et de NAIRU sont proches ; ils sont parfois considérés comme identiques, par exemple par Gordon et Staiger, Stock et Watson. Néanmoins, F. Mishkin et A. Estrella considèrent les deux taux peuvent être assez éloignés, en raison des chocs d'offre et de demande qui, pris en compte dans l'estimation de la courbe de Phillips, peuvent écarter le NAIRU du taux de chômage naturel (voir Différence entre le NAIRU et le taux de chômage naturel).

### Estimation
Le NAIRU n'est pas observable directement, son estimation est donc difficile.
Sous sa forme la plus simple, la relation inflation-chômage s'exprime ainsi :
{\displaystyle \pi -\pi _{-1}=a(U-U^{*})\,}
où {\displaystyle \pi } est l'inflation pour la période actuelle, {\displaystyle \pi _{-1}} est l'inflation pour la période précédente, a est une constante négative, et {\displaystyle U} le taux de chômage pour la période actuelle.
En observant l'inflation et le taux de chômage pour trois périodes 0, 1, 2, on obtient :
{\displaystyle \pi _{2}-\pi _{1}=a(U_{2}-U^{*})\,}
{\displaystyle \pi _{1}-\pi _{0}=a(U_{1}-U^{*})\,}
ce qui donne alors :
{\displaystyle U^{*}={\frac {(\pi _{1}-\pi _{0})U_{2}-(\pi _{2}-\pi _{1})U_{1}}{2\pi _{1}-(\pi _{2}+\pi _{0})}}}
En pratique, les estimations sur une période trop courte sont faussées par les nombreux autres facteurs de l'inflation, telles les variations des prix des matières premières. Le NAIRU est donc estimé sur longues périodes avec des filtres économétriques qui atténuent ces facteurs de « bruit ». De plus, le NAIRU est désormais calculé comme variant dans le temps (Time-varying NAIRU).

### Utilisations
L'estimation du NAIRU apporte une indication sur le rôle que pourra jouer sur l'inflation à quelques trimestres d'échéance l'écart entre taux de chômage et NAIRU. Elle fait partie des nombreuses méthodes utilisées par les banques centrales pour mesurer les tensions inflationnistes ou désinflationnistes et prévoir l'inflation à court terme.
Par ailleurs, le NAIRU per se est utilisé par les économistes pour analyser la situation économique d'un pays.
Selon la synthèse néokeynésienne, lorsque le taux de chômage est supérieur au NAIRU, il est alors possible de mettre en place une politique monétaire expansionniste sans risque de provoquer des tensions inflationnistes. En revanche, toute tentative de faire tomber le taux de chômage sous le seuil du NAIRU par des politiques budgétaire et monétaire « de relance » serait vaine et n'aurait comme conséquence que d'augmenter le taux d'inflation sans faire diminuer le chômage.
Le NAIRU ne signifie pas qu'il est impossible de faire baisser le taux de chômage ; il ne fait qu'indiquer le niveau structurel du taux de chômage qui découle du cadre fiscal, législatif et règlementaire d'un pays. Par conséquent, les organisations internationales recommandent aux pays ayant un NAIRU élevé de réaliser des réformes économiques structurelles afin de réduire durablement leur chômage structurel.

## Estimations du NAIRU pour quelques pays
L'OCDE et le FMI publient régulièrement des estimations du NAIRU pour la plupart des pays développés.
| Pays       | 1980  | 1999  |
| ---------- | ----- | ----- |
| Allemagne  | 3,3 % | 6,9 % |
| États-Unis | 6,1 % | 5,2 % |
| France     | 5,8 % | 9,5 % |
| Japon      | 1,9 % | 4,0 % |
| Zone euro  | 5,5 % | 8,8 % |

| Pays        | Moyenne 1990-1994 | 2000   | 2014   |
| ----------- | ----------------- | ------ | ------ |
| Allemagne   | 6,8 %             | 8,0 %  | 6,3 %  |
| États-Unis  | 6,0 %             | 5,3 %  | 6,1 %  |
| France      | 9,2 %             | 9,0 %  | 9,2 %  |
| Grèce       | 8,4 %             | 10,6 % | 16,8 % |
| Japon       | 2,9 %             | 4,0 %  | 4,3 %  |
| Norvège     | 4,7 %             | 3,8 %  | 3,3 %  |
| Royaume-Uni | 8,8 %             | 6,1 %  | 6,9 %  |

Source : OCDE,,
Pour la France en 1999, l'OCDE estimait le NAIRU à environ 9,5 %. Il ne s'agit pas d'une recommandation, mais d'une estimation : ainsi, cela ne signifie pas que l'OCDE conseillait à la France de maintenir le chômage à au moins 9,5 % sous peine de créer de l'inflation en raison d'une hausse des salaires, mais simplement que selon l'OCDE, le cadre structurel de la France impliquait inévitablement un fort chômage, ou une accélération de l'inflation.

## Critiques

### Critiques du concept du NAIRU
Sous sa forme initiale, le NAIRU a été critiqué par les monétaristes qui le considéraient alors comme un contre-sens sur la notion de chômage naturel.
Lorsque le NAIRU est calculé comme invariable dans le temps, il ne prend pas en compte les phénomènes d'hystérèse du chômage. Les estimations contemporaines du NAIRU l'estiment comme étant variable dans le temps et résolvent donc ce problème.

### Critiques des politiques monétaires contemporaines
Des économistes néokeynésiens pensent que la politique monétaire a trop privilégié la lutte contre l'inflation et est responsable du chômage élevé de certains pays européens. Franco Modigliani écrit « Le chômage est principalement […] le résultat de politiques macroéconomiques erronées inspirées par une crainte obsessionnelle de l’inflation […] et une attitude considérant le chômage comme quantité négligeable ». Joseph Stiglitz, dans son livre Quand le capitalisme perd la tête, dans lequel il passe en revue les échecs et les réussites de l'administration Clinton, à laquelle il a participé, affirme le caractère selon lui dépassé de l'utilisation du NAIRU. Selon lui, cet indice n'est plus pertinent pour déterminer le lien entre chômage et inflation, et que la foi en ce lien a pour effet d'empêcher les gouvernements de mettre en œuvre des politiques qui, selon lui, réduiraient le chômage. James K. Galbraith écrit : « Les macroéconomistes l'adoptèrent [la doctrine du NAIRU] en masse. Mais à la fin des années 1990, elle se révéla parfaitement inadéquate lorsque Alan Greenspan permit au chômage de tomber en dessous de plusieurs barrières NAIRU successives : 6 %, 5,5 %, 5 %, 4,5 % et finalement même 4 %. Ce fut une bonne nouvelle pour tout le monde sauf pour les économistes associés au NAIRU — ceux-là furent bien embarrassés, ou du moins auraient dû l'être ». Pour les économistes les plus libéraux, les arguments sur la baisse du chômage aux États-Unis qui aurait été permise par la politique monétaire de Greenspan, sans générer d'inflation, se heurtent à la réalité des bulles sur les prix d'actifs, d'abord en 2001 (bulle internet) puis en 2006-2008 (bulle immobilière).